# Troy Sanders
Troy Jayson Sanders (Atlanta, 8 settembre 1973) è un cantante e bassista statunitense, cofondatore, cantante e bassista della band heavy metal Mastodon.

## Biografia
Sanders ha ricevuto il primo basso a 14 anni, ma aveva già cominciato a suonarlo in precedenza, usando quello del fratello Kyle pur essendo per mancini.
La sua strumentazione comprende un Fender Prophecy II, un Fender American Standard Jazz, un Ibanez SRX700, un Godlyke Deity 4 corde e uno Yamaha RBX.
Questi bassi sono solitamente tenuti più bassi di un tono (re, sol, do, fa), anche se in alcune canzoni (vedi "Iron Tusk", "Circle of Cysquatch", "Aqua Dementia", ...) la corda più bassa viene abbassata a la (la, sol, do, fa). Usa amplificatori Mesa/Boogie con heads and cabinets Ampeg, inoltre usa spesso effetti come l'Electro-Harmonix Big Muff.
Il suo modo di cantare ricorda quello di Dave Edwardson dei Neurosis e di King Buzzo dei Melvins, la sua voce è molto presente nei primi album della band come Lifesblood e Remission. Negli album più recenti, da Leviathan in poi, usa anche un diverso tipo di canto in clean.
I suoi fratelli Kyle e Darren lavorano entrambi nel campo musicale: il primo è il bassista dei Bloodsimple, il secondo è un tecnico del basso dei Mastodon.
In una sua intervista Sanders ha dichiarato che i suoi album preferiti sono Business as Usual dei Men at Work, Times of Grace dei Neurosis e Anniversary - 10 Years of Hits di George Jones.

## Influenze
Tra gli artisti che lo hanno maggiormente influenzato cita Cliff Burton dei Metallica, Gene Simmons dei Kiss e Phil Lynott dei Thin Lizzy.
Inoltre è un grande appassionato di country:
(Troy Sanders)